# کمیسیون سرگردان
کمیسیون سرگردان (انگلیسی: Roving commission) جزئیات وظایف یک افسر (نیروهای مسلح) یا سایر مقاماتی که مسئولیت‌های آن نه از نظر جغرافیایی و نه از نظر عملکردی محدود نیست.
در جایی که به فردی که در یک موقعیت رسمی قرار دارد و به او آزادی بیشتری نسبت به آنچه که معمولاً به فردی با همان نقش داده می‌شود، اهدا می‌شود، به عنوان یک کمیسیون سرگردان توصیف می‌شود.